# Confessione di fede battista del 1689
La Confessione di fede battista del 1689 (detta anche Seconda Confessione di Fede di Londra) è stata elaborata dai battisti di tendenza calvinista in Inghilterra per dare espressione formale alla loro fede cristiana, protestante e riformata secondo una prospettiva chiaramente battista.
Questa confessione di fede, come la Confessione di fede di Westminster del 1646 e la Dichiarazione di Savoy del 1658, è il frutto dell'elaborazione di quei Puritani  che sentivano l'esigenza a che fosse formalmente definita la loro particolare prospettiva teologica ed ecclesiale.

## I Battisti riformati ed i Battisti tradizionali in Inghilterra
La redazione della Confessione di fede del 1689 è legata alla storia dei primi Battisti inglesi ed alle differenze intercorrenti fra i Battisti di tipo "generale" e "particolare".
Agli inizi del XVII secolo, i Battisti inglesi costituivano non tanto una denominazione cristiana stabilita, ma, nell'ambito del Protestantesimo, un'organizzazione di chiese dai caratteri non del tutto definiti, unite dalla persuasione che il battesimo si dovesse amministrare soltanto a credenti responsabili.
Con l'insorgere dell'Arminianesimo, però, molte chiese battiste cominciano ad abbracciarne i principi, cioè che Cristo sia morto per tutta l'umanità (non solo per gli eletti, il suo popolo, come afferma l'ortodossia calvinista), al fine di dare a tutti la possibilità della salvezza attraverso la fede in lui (redenzione, quindi, "generale"). Questo implica che la salvezza, in ultima analisi, dipende dalla scelta che l'individuo fa (pro o contro Cristo). Il Battesimo diventerebbe così espressione del proprio consenso dato a Cristo (più che un segno delle promesse di Dio in Cristo). A tutto questo reagiscono i Battisti di stretta osservanza calvinista, vedendovi un pericoloso scivolamento verso il sinergismo. Da qui l'esigenza dei Battisti d'osservanza calvinista di precisare accuratamente le loro persuasioni come punti fermi imprescindibili, come pure la loro specifica identità, cioè quella di Battisti "particolari", calvinisti o riformati.
Nello stesso periodo tutti i Battisti (sia "generali" che "particolari") subivano una persecuzione aperta o coperta da parte della Chiesa di Inghilterra . Tutti i Battisti avevano abbandonato quella chiesa, persuasi che la Bibbia non offrisse alcuna giustificazione ad un sistema episcopale di governo della chiesa, né desse al monarca facoltà alcuna di interferire nelle questioni riguardanti la chiesa. Altri dissenzienti ("non conformisti") di quel tempo, come i Presbiteriani ed i Congregazionalisti, pure subivano persecuzioni, ma, la loro forza numerica ed influenza permetteva loro di sfuggirla più di quanto potessero fare i Battisti. L'affermazione dei Battisti che solo gli adulti convertiti potessero essere battezzati, li metteva in contraddizione non solo con la Chiesa d'Inghilterra, ma anche con i Presbiteriani ed i Congregazionalisti (che accettavano il Battesimo degli infanti).

## La confessione di fede del 1644 e la guerra civile inglese
Nel corso del XVII secolo i rapporti dei Puritani ("non conformisti") con la Monarchia si deteriorano. Molti leader puritani erano membri del Parlamento e questa tensione sfocia in una guerra civile che durerà dal 1642 al 1649. il re Carlo I viene deposto ed è condannato a morte, facendo diventare l'Inghilterra, così, per breve tempo una repubblica.
È in questo contesto che i Battisti particolari colgono l'opportunità di scrivere e pubblicare la loro Confessione di fede. Sette loro chiese locali inviano dei rappresentanti per elaborare questo documento. Suo scopo è quello di differenziare formalmente le loro credenze da quelle dei Battisti generali. Il documento viene completato nel 1644 e, benché non molto dettagliato, esso riflette chiaramente la teologia calvinista ortodossa. Questo documento è conosciuto come "Prima confessione di fede battista" e viene prima della ben nota Confessione di fede di Westminster (scritta nel 1646).
La Confessione di fede del 1644 differisce da quella di Westminster in due modi significativi. In primo luogo respinge la nozione che il ruolo della Legge di Dio sia quella di persuaderci d'essere peccatori, affermando che il terrore che incute la legge non sia necessario per fare ciò che solo l'Evangelo è in grado di fare. In secondo luogo, essa respinge la nozione dell'eterna generazione del Figlio nell'ambito della Trinità.
Con l'abolizione della Monarchia, la Confessione di fede di Westminster viene dichiarata ufficiale sia per la Chiesa d'Inghilterra (Anglicana) che per la Chiesa di Scozia (presbiteriana). I Congregazionalisti, in minor numero, creano la propria versione della Confessione di fede di Westminster, cioè la Dichiarazione di Savoy. La Confessione di fede battista del 1644, sebbene simile quanto a teologia, non poteva in alcun modo essere paragonata per estensione alle prime due confessioni, e diventa così chiara la necessità di elaborare una seconda confessione di fede battista.

## Problemi con la Restaurazione
Dopo l'esecuzione di Carlo I, i Presbiteriani scozzesi insieme agli Anglicani inglesi ed ai Congregazionalisti, nonostante condividano la stessa teologia, si dividono sul ruolo da assegnare alla Monarchia - i primi la appoggiano ed i secondi l'avversano. Oliver Cromwell, congregazionalista, governa in Inghilterra come Lord protettore fino alla sua morte nel 1658. La Monarchia è ristabilita con Carlo II nel 1660. I rapporti fra Scozia ed Inghilterra, come pure fra i rispettivi puritani, continuano ad essere difficili soprattutto quando vengono approvate leggi che regolano le pratiche del culto. Nel 1662 l'Atto di Uniformità rende illegale ogni culto che non faccia uso del nuovo Libro della preghiera comune in tutte le chiese locali anglicane, presbiteriane, congregazionaliste e battiste dell'Inghilterra. Inoltre la Chiesa anglicana viene sciolta dalla Confessione di fede di Westminster e fatta ritornare, come propria confessione di fede, ai suoi originali Trentanove articoli di religione.

## La Confessione di fede del 1677
Il risultato di tutto questo, con il ristabilimento della Monarchia, è che per tutta l'Inghilterra, rifiutandosi di conformarsi alle nuove leggi per il culto, i Battisti tornano ad essere perseguitati. Nel 1677 un numero più vasto di Battisti particolari si riunisce allo scopo di elaborare una confessione di fede più vasta delle loro precedenti. Il processo di redazione viene modellato secondo la Confessione di Westminster, che era utilizzata da molte chiese battiste particolari, nonostante le differenze sull'organizzazione della chiesa e le modalità del Battesimo.
Nel 1677 il documento differisce dalla Confessione di Westminster e da quella di Savoy in due modi importanti. In primo luogo doveva definire i poteri dell'associazione dei Battisti (denominazione) in rapporto alle singole comunità locali. In secondo luogo, e più importante ancora dal punto di vista battista, doveva rendere chiara l'affermazione del Battesimo dei credenti al posto e contro il Battesimo degli infanti, chiarendo nel contempo, di non avere alcun rapporto con l'Anabattismo del tempo della Riforma del XVI secolo.
La persecuzione e la segretezza fanno sì che questo documento non sia ufficialmente pubblicato, benché il suo contenuto sia fatto conoscere alle chiese membro.

## L'Atto di tolleranza del 1689
Nel 1689 in Inghilterra si approva l'Atto di Tolleranza del Maryland che permette la libertà religiosa e il pluralismo delle espressioni confessionali cristiane accanto alla Chiesa di Inghilterra e la Chiesa di Scozia. Questo permette ai rappresentanti di più di 100 chiese battiste particolari del Regno unito di convenire a Londra dal 3 al 12 settembre 1689 di approvare ufficialmente il documento del 1677. Nonostante il fatto che il documento fosse stato elaborato nel 1677, la sua prefazione ufficiale fa sì che esso sia da quel momento conosciuto come la Confessione battista di fede del 1689.

## Effetti storici della Confessione del 1689
La Confessione battista del 1689 accanto alla Confessione di Westminster ed a quella di Savoy sono considerate le più importanti confessioni di fede riformate del mondo di lingua inglese, via via poi tradotte ed accolte in tutto il mondo da chiese affini. Non c'è dubbio che la Confessione del 1689 dipenda molto dal lavoro già effettuato dai redattori delle altre due confessioni, ma questo non deve far sottovalutare la sua importanza ed influenza specificatamente sulle chiese battiste e riformate da quel punto in poi.
I Battisti particolari fondano e sviluppano chiese sorelle nell'America coloniale, tanto che nel 1707 si forma l'Associazione Battista Philadelphia. Questa associazione adotta come espressione della propria fede, nel 1742, la Confessione del 1689 con la tacita approvazione delle chiese e dei loro membri. Con l'aggiunta di due capitoli (sul canto dei Salmi e sull'imposizione delle mani), essa riceve il nome di Confessione di fede di Philadelphia. Ulteriori associazioni battiste calviniste formatesi nella seconda metà del secolo XVIII adotteranno questa Confessione sotto il nome di "La Confessione Battista".
Durante il Secondo Grande Risveglio, in America, i Battisti particolari ed altre espressioni calviniste del Cristianesimo protestante, subiscono pesanti attacchi da parte di evangelisti come Charles Grandison Finney e teologi come Nathaniel William Taylor. Molti Battisti particolari si ritirano così nell'iper-calvinismo, nonostante il fatto che la Confessione del 1689 non appoggi tali estremi di teologia riformata.
La Confessione Battista di fede del 1689 rimane, a tutt'oggi, un documento molto importante che definisce la fede delle chiese battiste riformate a livello internazionale, permettendo loro così di avere una Confessione di fede storica.